# Гартленд (Вісконсин)
Гартленд (англ. Hartland) — селище (англ. village) в США, в окрузі Вокеша штату Вісконсин. Населення — 9501 особа (2020).

## Географія
Гартленд розташований за координатами 43°6′8″ пн. ш. 88°20′8″ зх. д. / 43.10222° пн. ш. 88.33556° зх. д. (43.102318, -88.335507).  За даними Бюро перепису населення США в 2010 році селище мало площу 13,38 км², з яких 13,25 км² — суходіл та 0,14 км² — водойми. В 2017 році площа становила 14,09 км², з яких 13,96 км² — суходіл та 0,13 км² — водойми.

## Демографія
Згідно з переписом 2010 року, у селищі мешкало 9110 осіб у 3566 домогосподарствах у складі 2440 родин. Густота населення становила 681 особа/км².  Було 3746 помешкань (280/км²).
Расовий склад населення:
| - 95,1 % — білих - 1,7 % — азіатів - 0,8 % — чорних або афроамериканців - 0,3 % — корінних американців - 0,1 % — вихідців з тихоокеанських островів |

До двох чи більше рас належало 1,4 %. Частка іспаномовних становила 2,9 % від усіх жителів.
За віковим діапазоном населення розподілялося таким чином: 28,0 % — особи молодші 18 років, 62,0 % — особи у віці 18—64 років, 10,0 % — особи у віці 65 років та старші. Медіана віку мешканця становила 37,5 року. На 100 осіб жіночої статі у селищі припадало 90,2 чоловіків;  на 100 жінок у віці від 18 років та старших — 88,7 чоловіків також старших 18 років.
Середній дохід на одне домашнє господарство  становив 92 369 доларів США (медіана — 66 721), а середній дохід на одну сім'ю — 116 937 доларів (медіана — 92 330). Медіана доходів становила 60 755 доларів для чоловіків та 36 404 долари для жінок. За межею бідності перебувало 5,5 % осіб, у тому числі 0,9 % дітей у віці до 18 років та 12,3 % осіб у віці 65 років та старших.
Цивільне працевлаштоване населення становило 4694 особи. Основні галузі зайнятості: освіта, охорона здоров'я та соціальна допомога — 22,8 %, виробництво — 19,8 %, роздрібна торгівля — 12,8 %, науковці, спеціалісти, менеджери — 9,1 %.